# Infarct miocardic
Infarctul miocardic (IM) sau Infarctul miocardic acut (IMA), numit frecvent și atac de cord, este întreruperea fluxului sangvin la nivelul unei porțiuni a cordului, ce determină moartea celulelor miocardice. Cel mai frecvent se produce prin obstrucția unei artere coronare în urma rupturii unei plăci de aterom, care este un depozit de lipide și celule albe (în special macrofage) la nivelul peretelui arterial. Ischemia (reducerea fluxului sangvin) și hipoxia rezultate, netratate în timp util, duc la moartea (necroza) mușchiului inimii (miocardului).
Simptomele clasice ale infarctului miocardic acut sunt durere bruscă de piept (în mod specific răspândindu-se spre brațul stâng sau partea laterală stângă a gâtului), dispnee, grețuri, vomă, palpitații, transpirații și neliniște (adeseori descrisă ca o senzație de moarte iminentă). Femeile pot avea mai puține simptome tipice față de bărbați, cele mai comune fiind dispneea, slăbiciune, o stare de disconfort abdominal și astenie fizică. Aproximativ un sfert din toate infarcturile miocardice sunt „silențioase”, fără durere în piept sau alte simptome.

## Clasificare
În baza patologiei infarctul miocardic acut se poate împărți în două categorii principale:
- Infarct miocardic transmural: se asociază cu ateroscleroză care implică o arteră coronariană principală. Se poate subcategorisi în anterior, posterior, inferior, lateral sau septal. Infarctul miocardic transmural implică peretele miocardului în toată grosimea lui și are de obicei ca rezultat ocluzia completă a alimentării zonei cu sânge.[6]
- Infarct miocardic subendocardic (non-transmural):

Subendocardial: implică o suprafață mică în peretele subendocardiac a ventriculului stâng, septul ventricular, sau mușchii papilari. Zona subendocardiacă este deosebit de expusă ischemiei.
În context clinic infarctul miocardic pe baza modificărilor ECG poate fi în continuare subclasificat în:
- supradenivelare de segment ST (STEMI)
- fără supradenivelare de segment ST (non-STEMI).[7]

Expresia atac de cord este folosită uneori incorect pentru a descrie moartea cardiacă subită, care poate fi sau nu rezultatul infarctului miocardic acut. Un atac de cord este diferit, dar poate fi cauza unui stop cardiac (care înseamnă oprirea inimii) sau aritmie cardiacă (bătăi anormale). 
Este de asemenea, diferită de insuficiență cardiacă, în care este afectată acțiunea de pompare a inimii; cu toate acestea infarctul miocardic sever poate duce la insuficiență cardiacă.
Un document din 2007 care dă definiția universală a infarctului miocardic clasifică infarctul miocardic în cinci tipuri principale:
- Tipul 1 - infarct miocardic spontan asociat ischemiei din cauza unui eveniment coronarian primar, cum ar fi de exemplu: erodarea plăcii și / sau de ruptura, fisurare, sau disecția ei
- Tipul 2 - infarct miocardic secundar ischemiei ca urmare a necesarului crescut de oxigen sau de aportului scăzut(insuficient), ca de exemplu: spasmul coronarian, embolism coronarian, anemie, aritmie, hipertensiune sau hipotensiune arterială.

- Tipul 3 - moarte cardiacă subită, incluzând stopul cardiac, de multe ori însoțită de simptome sugestive de ischemie miocardică, însoțită de supradenivelare recentă de segment ST (pe EKG), sau BRS nou apărut, respectiv probe de tromb proaspăt într-o arteră coronariană depistat de angiografie și / sau la autopsie, dar decesul producându-se înainte de prelevarea probelor de sânge, sau înainte de apariția biomarkerilor cardiaci pentru sânge.

- Tipul 4 - asociată cu angioplastie coronariană sau stenturi:
  - Tip 4a - infarct miocardic asociat cu PCI
  - Tip 4b - infarct miocardic asociat cu tromboză de stent, documentate de angiografie sau la autopsie

- Tip 5 - infarct miocardic asociat cu bypass coronarian

## Semne și simptome

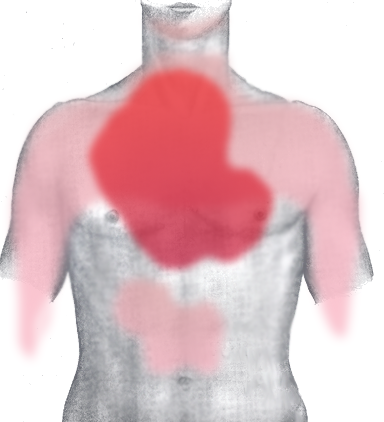
Ariile de apariție a durerii în infarctul miocardic (roșu închis = zone tipice, roșu deschis = alte zone posibile) - vedere anterioară.

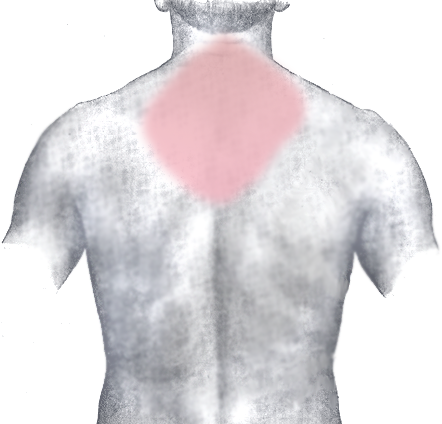
Vedere posterioară.

Debutul simptomelor infarctului miocardic este, de obicei, gradual, pe parcursul a câteva minute, rareori fiind brusc. Durerea toracică anterioară este cel mai frecvent simptom al infarctului miocardic acut și este descrisă frecvent ca o gheară, constricție sau ca o senzație de presiune. Durerea toracica datorată ischemiei miocardului (aport insuficient de sânge și, prin urmare, de oxigen) se numește angină pectorală. Durerea iradiază cel mai frecvent în brațul stâng, dar poate iradia și în mandibulă, brațul drept, interscapular și în epigastru, unde poate mima un pirozis. Semnul lui Levine (pacientul localizează durerea strângându-și pumnul deasupra sternului) a fost descris, în mod clasic, ca fiind predictiv pentru durerea toracică de origine cardiacă, însă un studiu observațional prospectiv a arătat că are o slabă valoare predictivă.
Respirația dificilă (dispnea) apare atunci când afectarea miocardului reduce debitul cardiac al ventriculului stâng, producând insuficiență ventriculară stângă urmată de edem pulmonar. Alte simptome pot fi diaforeza (transpirație excesivă), astenie fizică (slăbiciune), amețeli, greață, vomă, și palpitații. Aceste simptome sunt cel mai probabil cauzate de descărcarea masivă în sânge a catecolaminelor de către sistemul nervos simpatic ca răspuns la durere și tulburările hemodinamice ce rezultă din disfuncția cardiacă. Pierderea stării de conștiență (datorită perfuziei cerebrale inadecvate și șocului cardiogen) și moartea subită (frecvent datorită fibrilației ventriculare) pot apărea în infarctul miocardic.

## Cauze

### Factori de risc
- Diabet zaharat tip II
- Fumatul
- Obezitatea
- Hiper/Dislipidemiile
- Stres
- Alcolul

## Diagnostic
1. - Hemoleucograma: leucocitoză și VSH crescut
2. - electrocardiogramă (ECG/EKG)
3. - coronarografia de urgență
4. - examen radioizotopic
5. - ecocardiogramă
6. - dozarea enzimelor de citoliză miocardică :  TROPONINA, CK , CK-MB.

## Tratament
- M- Morfină
- O- Oxigen
- N- Nitroglicerină
- A- Antiagregant plachetar

## Epidemiologie
Previziunile Organizației Mondiale a Sănătății (OMS) arată că boala coronariană vă rămâne tot principala cauză de deces pentru următorii 20 de ani, reprezentând 12,2 la sută din mortalitatea generală.
În fiecare zi, în România mor 40 de oameni prin infarct miocardic, iar 2 din 3 adulți prezintă diferite afecțiuni cardiovasculare.